# ブロメライン
ブロメライン（英: bromelain）は、タンパク質分解酵素の中のシステインプロテアーゼに分類される酵素。タンパク質分解酵素。またブロメライン軟膏として傷の治療に使われる。

## 概要
無臭で無色からやや黄みをおびた粘性の液体で親油性があり、エタノールには溶けやすいが水にはほとんど溶けない。
生のパイナップルの果実や葉茎に含まれる。これは、キウイフルーツのアクチニジンやイチジクのフィシン、パパイヤのパパイン、マイタケに含まれるマイタケプロテアーゼも同様のタンパク質分解酵素（システインプロテアーゼ）である。調理では、この酵素の効果によって食肉のタンパク繊維を柔らかくできる。ただし、加熱により酵素活性は失われてしまうため、加熱調理前に漬け込む必要がある。加熱調理時に使うのではほとんど効果はなく、また、加工時に加熱処理される缶詰の果実でもこのような効果はないので、酢豚などの料理のほとんどは酸味や甘みの風味付けとして利用されている。
触媒残基はシステインとヒスチジンで、システイン残基の硫黄原子を含むチオール基（旧来のメルカプト基、スルフヒドリル基）が酵素活性に関与するSH酵素である。これがペプチド結合のカルボニル炭素に求核攻撃を行うことによって、タンパク質やペプチドを加水分解する。
ロイペプチン などのペプチド系阻害剤や、NEM（N-エチルマレイミド）、PCMB（p-クロロメルクリ安息香酸）などのシステイン残基（チオール基）修飾試薬、水銀化合物添加などによる重金属イオンによって活性が阻害される。
フィブリンの溶融作用があるとされる。医薬品のブロメライン軟膏として、傷の壊死組織や痂皮の除去に処方されることがある。

## 安全性
毒性は低いと考えられている。